# Sielsowiet Czudzin
Sielsowiet Czudzin (biał. Чудзінскі сельсавет, ros. Чудинский сельсовет) – sielsowiet na Białorusi, w obwodzie brzeskim, w rejonie hancewickim, z siedzibą w Czudzinie.
Według spisu z 2009 sielsowiet Czudzin zamieszkiwało 1598 osób w tym 1586 Białorusinów (99,25%), 8 Rosjan (0,50%), 2 Ukraińców (0,13%), 1 Polak (0,06%) i 1 osoba, która nie podała żadnej narodowości.

## Miejscowości
- agromiasteczko:
  - Czudzin
- wsie:
  - Budcza
  - Przewłoka